# 阿真達 (堪薩斯州)
阿真達（英語：Agenda）是一個位於美國堪薩斯州里帕布利克縣的城市。

## 地方資料
根據2020年美國人口普查的數據，阿真達的面積為0.45平方千米，當中陸地面積為0.45平方千米，而水域面積為0.00平方千米。當地共有人口47人，而人口密度為每平方千米104.44人。